# Маріуш Єжи Ольбромський
Маріуш Ольбромський (нар. 7 квітня 1955 року, Любачів, Польща) — польський поет, прозаїк, культурний діяч, член варшавського відділення Асоціації польських письменників, багаторічний учасник польсько-українського діалогу.
Директор музею Анни та Ярослава Івашкевичів у Ставіску (Польща).